# Lev Rubinstein
Lev Semjonovitj Rubinstein (ryska: Лев Семёнович Рубинштейн, Lev Semjonovitj Rubinsjtejn), född 19 februari 1947 i Moskva, död 14 januari 2024 i Moskva, var en rysk poet, essäist, bibliotekarie och samhällskritiker.

## Biografi
Rubinstein gjorde sig känd som uppläsare under 1970-talet, när den sovjetiska statsmakten hindrade honom från att ge ut sina verk. Inför uppläsningarna skrev han sina dikter på bibliotekskatalogkort. Det formatet blev ett viktigt element i hans poesi. På svenska finns Tiden går, som består av en samling sådana kort, tryckta i bokform. Han förknippas ofta med Moskvakonceptualismen.
Senare övergick Rubinstein till journalistik och social aktivism och blev känd för sin kritik av Putinregimen och Rysslands invasion av Ukraina.
Rubinstein var gift med Irina och tillsammans har de dottern, Maria.
I januari 2024 avled Rubinstein efter att ha blivit påkörd av en bil på ett övergångsställe i Moskva.

## Utgivet på svenska
- 2001 – Tiden går, ur Det stora kartoteket (översättning Lars Kleberg)[4]
- 2015 – Ryska dagsedlar (översättning Johan Öberg)[8]
- 2021 – Vidare och vidare. Texter (red. Dmitri Plax, översättning Lars Kleberg, Johan Öberg & Kajsa Öberg Lindsten, Ersatz, ISBN 978-91-88913-41-8
- 2023 – Mor var rar (översättning Johan Öberg & Kajsa Öberg Lindsten), Ersatz. ISBN 978-91-88913-68-5